# Michael Blum
Michael Blum (Düsseldorf, Rin del Nord-Westfàlia, 25 de desembre de 1988) és un futbolista alemany que juga de centrecampista, actualment al KFC Uerdingen 05.